# Buba Corelli
Buba Corelli, pseudonimo di Amar Hodžić (Sarajevo, 22 settembre 1989), è un rapper e produttore discografico bosniaco.

## Biografia
Amar Hodžić è cresciuto ad Alipašino, quartiere a cui ha dedicato una delle sue prime canzoni, ovvero Muzika sa Alipašina. Ha frequentato la scuola elementare Meša Selimović e successivamente la scuola superiore Četvrta gimnazija a Ilidža. È noto soprattutto per le sue collaborazioni con Jala Brat, collega col quale ha fondato l'etichetta discografica Imperia e col quale possiede lo studio RedEye Vision. Al di fuori della sua carriera musicale, ha ottenuto un notevole successo come produttore discografico, lavorando per noti artisti regionali come Maya Berović, Milan Stanković e Severina.
Nel giugno 2015, è stato arrestato con l'accusa di intermediazione illegale nella vendita di droga a Sarajevo. Inizialmente è stato condannato a un mese di detenzione, la quale è stata prorogata successivamente, per cui ha lasciato il carcere solo nel maggio 2016. Dopo il suo rilascio dalla prigione, ha proposto matrimonio alla sua ragazza Jasmina Đuderia, conosciuta al liceo e con la quale aveva una relazione sin dal 2009. Nel 2019, è stato condannato a un anno di carcere per spaccio di droga a Sarajevo.

## Carriera
Amar si è immerso nel mondo della musica sin da adolescente. Nel 2004 ha registrato la sua prima canzone con un amico di infanzia, con lo stesso ha successivamente fondato il gruppo Corelli Duo. I loro brani di maggior rilievo sono Čovjek sa dva lica e Tarantula. Dopo lo scioglimento di Corelli Duo ha smesso di rappare fino al 2009, anno in cui ha iniziato a esibirsi con il gruppo rap G-Recordz e col nome d'arte Buba Corelli. Nel 2011 ha pubblicato il singolo Oh No, il quale gli ha permesso di raggiungere un pubblico più ampio e maggiore popolarità. L'anno successivo ha partecipato all'album Troyanac del rapper Frenkie, col quale ha registrato RMX.
Durante la performance del gruppo BluntBylon ha conosciuto Jasmin Fazlić, meglio noto come Jala Brat. I due hanno presto iniziato a collaborare, presentando nel 2013 l'EP intitolato SA Sin City, composto da cinque brani. Nel 2014, il duo ha annunciato un nuovo album congiunto, ovvero Pakt sa đavolom, di cui musica, arrangiamento e testi sono stati realizzati da loro stessi. Allo stesso hanno partecipato anche artisti quali Juice, Rasta, Sedž Matoruga e MCN.
Nel 2015, Buba ha continuato a lavorare con Rasta, con il quale ha registrato il singolo Habibi. Tuttavia, a metà anno è stato arrestato, quindi la canzone è stata rilasciata alla fine del 2015. Subito dopo la sua partenza per la prigione, Jala Brat gli ha dedicato la canzone Dom. Dopo il rilascio di Amar nel maggio 2016, i due hanno deciso di iniziare a collaborare con cantanti pop-folk regionali. Proprio in virtù di questo cambio di rotta, hanno presentato il brano To me radi con Maya Berović. Dato il successo riscosso, hanno continuato a lavorare con la collega, la quale ha presentato l'album Viktorijina tajna nel 2017. Lo stesso è stato realizzato dal duo precitato e include le canzoni Balmain e Mala lomi nelle quali sono presenti.
Il secondo album, Kruna, è stato pubblicato nel 2016 e contiene otto brani. Tra quest'ultimi ci sono sei singoli e solo due duetti di Jala e Buba. Un anno dopo, Buba ha presentato la canzone Ego con Milan Stanković, la quale è diventata virale e ha accumulato oltre 60 milioni di visualizzazioni su YouTube. In seguito ha pubblicato: Premija con Naida Bešlagić e Nema bolje con Jala e il rapper austriaco RAF Camora.
Grazie alla loro crescente popolarità, Buba Corelli e Jala Brat hanno tenuto un concerto nel marzo 2017 presso il Centro giovanile di Sarajevo, in cui sono apparsi in quanto ospiti: Elena, Maya Berović, Rimski, Corona e Gasttozz. Un anno più tardi hanno anche tenuto un concerto allo stadio Tašmajdan di Belgrado, evento in cui hanno partecipato più di 15 mila visitatori. Il 9 agosto hanno invece riempito la sala Skenderija di Sarajevo.
Nel 2018 il duo ha annunciato un nuovo album intitolato Alfa & Omega, i cui brani sono stati pubblicati e promossi separatamente. Nello stesso anno hanno collaborato nuovamente con Maya Berović, questa volta per il suo album 7. Successivamente hanno presentato altri tre singoli: Mila, Bebi e Kamikaza, quest'ultimo con la cantante slovena Senidah. Buba ha partecipato anche a due brani dell'album solista 99 di Jala, pubblicato a settembre 2019. Nello stesso mese è stato condannato a un anno di prigione.

## Discografia

### Album in studio
- 2014 – Zulum
- 2014 – Pakt s đavolom (con Jala Brat)
- 2016 – Stari radio (con Jala Brat)
- 2016 – Kruna (con Jala Brat)
- 2018 – Alfa & Omega (con Jala Brat)
- 2022 – Alfa & Omega 2.0 (con Jala Brat)
- 2023 – GoodFellas (con Jala Brat)
- 2024 – Goat Season: Final Chapter (con Jala Brat)
- 2025 – Roze suze (con Jala Brat)

### EP
- 2013 – SA Sin City (con Jala Brat)
- 2024 – Goat Season (Part One) (con Jala Brat)
- 2024 – Goat Season (Part Two) (con Jala Brat)

### Raccolte
- 2020 – Best Imperia Collabs (con Jala Brat)

### Singoli

#### Come artista principale
- 2006 – Čovjek sa dva lica (con Memo)
- 2007 – Tarantula (con Memo)
- 2011 – Oh no
- 2012 – Dižite upaljače
- 2013 – Nevina
- 2014 – Grijeh (con Jala Brat e Juice)
- 2014 – Ja te više ne volim (con Mirela Rella)
- 2015 – Habibi (con Rasta)
- 2017 – Ego (con Milan Stanković e Jala Brat)
- 2017 – Usta na usta
- 2017 – Nema bolje (con Jala Brat e RAF Camora)
- 2018 – Rizik (con Selma Bajrami)
- 2019 – Premija (con Naida Beslagić)
- 2020 – Kamikaza (con Jala Brat e Senidah)
- 2020 – Karantin (con Jala Brat)
- 2020 – Pablo (con Milan Stanković e Jala Brat)
- 2021 – Irina Shayk
- 2021 – Gluh i nijem
- 2021 – Divljam (con Jala Brat e Coby)
- 2023 – Pijesak (con Igor Buzov)
- 2024 – Ona nije ja remix (con Hava e Jala Brat)
- 2024 – 7Ice (con Sajfer e Jala Brat)
- 2025 – Don Diego (Rmx) (con Gims e Jala Brat)

#### Come artista ospite
- 2012 – RMX (Frenkie feat. Buba Corelli)
- 2017 – Mala lomi (Maya Berović feat. Jala Brat e Buba Corelli)
- 2017 – Balmain (Maya Berović feat. Jala Brat e Buba Corelli)
- 2017 – To me radi (Maya Berović feat. Jala Brat e Buba Corelli)
- 2018 – Pravo Vreme (Maya Berović feat. Buba Corelli)
- 2019 – Zove Vienna (Jala Brat feat. Buba Corelli e RAF Camora)
- 2019 – O.D.D.D (Jala Brat feat. Buba Corelli e Coby)
- 2019 – Olexesh (LaLaLa feat. Jala Brat e Buba Corelli)
- 2021 – Pilula (Jala Brat feat. Buba Corelli)
- 2023 – Vajbuje (Devito feat. Jala Brat e Buba Corelli)
- 2025 – Zatvaranje (Elena Kitić feat. Buba Corelli)
- 2025 – Dumdum (Klijent feat. Jala Brat e Buba Corelli)